# NGC 2932
NGC 2932 est un groupe d'étoiles situé dans la constellation des Voiles. L'astronome britannique John Herschel a enregistré la position de ce groupe d'étoiles le 3 mars en 1837.